# 1-я Утиная улица
1-я Ути́ная улица — улица в Приморском районе Санкт-Петербурга, исторических районах Коломяги и Озерки. Проходит от Финляндской линии Октябрьской железной дороги до Малой Десятинной улицы.

## История наименования
1-я и 2-я Утиные улицы в Озерках возникли в 1920-е годы. По воспоминаниям старожилов, здесь разводили уток, оттого и повелись такие названия.
Первоначально улица проходила от Финляндской линии Октябрьской железной дороги до Большой Десятинной улицы. 5 февраля 2003 года её продлили до Малой Десятинной улицы.

## Пересечения
- Большая Десятинная улица
- Малая Десятинная улица

## Транспорт
Ближайшая к 1-й Утиной улице станция метро — «Озерки» 2-й (Московско-Петроградской) линии.
Движение наземного общественного транспорта по улице отсутствует.
Ближайшая к 1-й Утиной улице железнодорожная платформа — Озерки.